# Hufeisen (Leipzig)

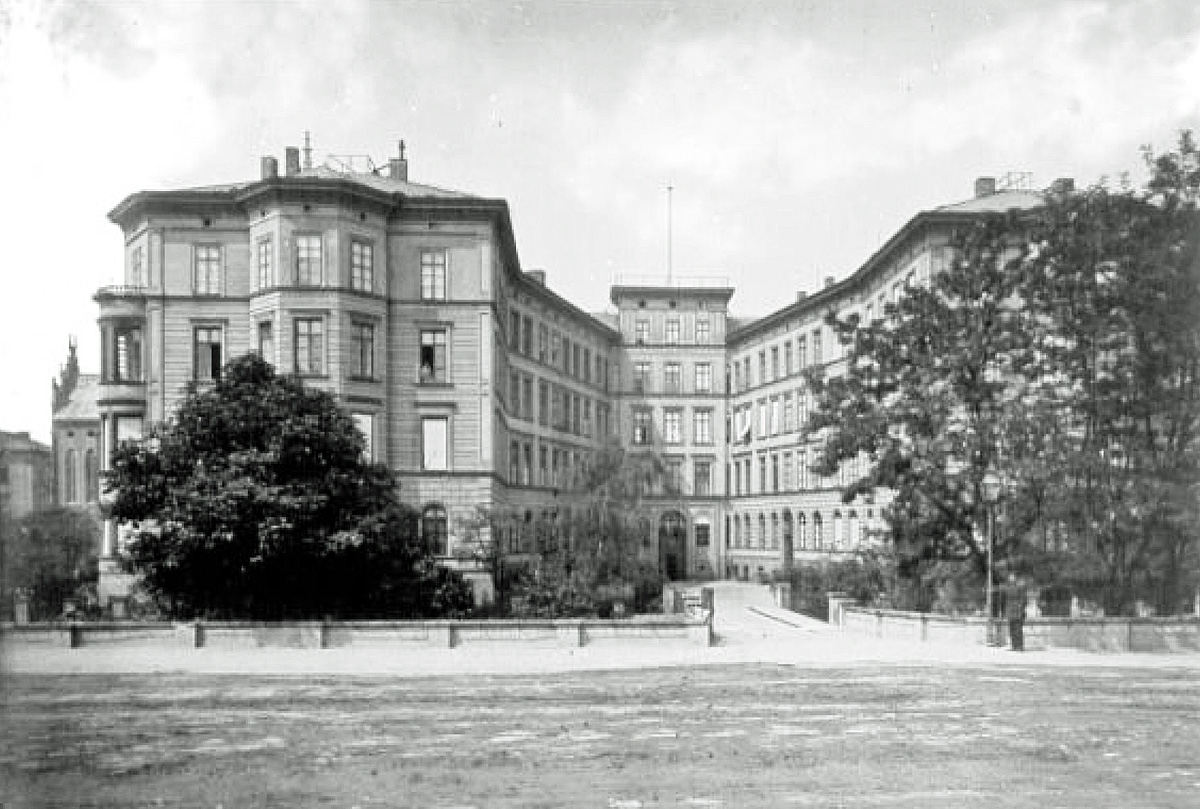
Die „Hufeisen“ genannte Anlage um 1890

Das Hufeisen war ein wegen seiner Form allgemein so genanntes Wohngebäude in Leipzig, das Mitte des 19. Jahrhunderts vom Gutsherrn und Industriepionier Carl Heine in Auftrag gegeben wurde und nahezu einhundert Jahre in der Westvorstadt bestand.
Carl Heine hatte 1844 im Zuge seiner Pläne zur Gestaltung der Leipziger Westvorstadt Rudolphs Garten erworben. 1846 begann er hier mit der Errichtung einer großzügigen Wohnanlage, die 1848 vollendet wurde. Es war ein vierstöckiger Bau mit zwei leicht abgeknickten Schenkeln, die an einen um einen Stock höheren Zentralbau anschlossen. So entstand ein einem Hufeisen ähnlicher Grundriss. Die Schenkel besaßen 17 Fensterachsen. Der südliche Schenkel verlief entlang der neu angelegten Rudolphstraße, auf deren gegenüberliegender Seite gerade die katholische Trinitatiskirche entstanden war. Der Zugang zum Innenhof der Anlage erfolgte von der Promenade „An der Pleiße“ über eine eigene Brücke über den Pleißemühlgraben. Später lautete die Adresse Rathausring 7 bzw. Martin-Luther-Ring 7. Das Haus besaß ein flaches Walmdach und an den Giebelseiten Erker.
Das Haus setzte bezüglich Wohnkomfort für die 34 Mieter neue Maßstäbe im Leipziger Wohnungsbau. So hatte es für ein Mietshaus in Leipzig die erste Wasserversorgung für Küche und Bad. Dazu mussten Arbeiter täglich Bassins auf dem Dachboden mit Wasser vollpumpen.
Carl Heine bezog mit seiner ersten Frau und den beiden Töchtern eine der neuen Wohnungen. Im südlichen Längsbau mit der Adresse Rudolphstraße 2 hatte die Fotografin Bertha Wehnert-Beckmann einige Jahre ihr Atelier.
Das Hufeisen wurde im Zweiten Weltkrieg durch Bombenangriffe  zerstört. An seiner Stelle befindet sich jetzt eine an die Rudolphstraße und Lurgensteins Steg angrenzende Wiese.